# Geppino Micheletti
Geppino Micheletti (Trieste, 18 luglio 1905 – Narni, 8 dicembre 1961) è stato un medico italiano attivo a Pola alla fine della Seconda Guerra Mondiale, poi a Narni.
Insignito nel 1947 della medaglia d'argento al valor civile e della Grande medaglia d'Oro del comune di Pola, è ricordato per aver operato i feriti della strage di Vergarolla per diverse ore consecutive, la domenica del 18 agosto 1946.

## Biografia
Figlio di Giuseppe Michelstadter e Irma Mejer, di origine ebraica, era cugino del filosofo goriziano Carlo Michelstaedter. Studiò a Torino, ottenne l'abilitazione a Milano e si specializzò in chirurgia a Bologna. Si stabilì a Pola a partire dagli anni Venti. Durante la Seconda Guerra Mondiale, dal 1941 al 1943 fu direttore del 41º nucleo chirurgico in stanza in Istria, e venne decorato con 3 Croci al merito di guerra. Nell'esplosione di Vergarolla perse non solo il fratello Alberto e la cognata, ma soprattutto i suoi due unici figli, Carlo e Renzo, di 5 e 9 anni, recatisi in spiaggia come tanti altri bambini per una tradizionale gara natatoria. Il corpo di Carlo venne rinvenuto, ma di Renzo restò solo una scarpetta. Nonostante fosse informato del loro tragico destino, continuò ad occuparsi per più 24 ore dei pazienti gravemente feriti e mutilati all'ospedale Santorio Santorio di Pola.
In seguito al trattato di pace, Geppino Micheletti lasciò Pola con la moglie Jolanda nel marzo 1947, dopo essere stato comandato in servizio dalla Croce Rossa quale "indispensabile", e aver coordinato l'evacuazione dei malati ricoverati, e dal giugno dello stesso anno trovò lavoro a Narni, in Umbria. Lì restò e operò per 14 anni, fino alla morte avvenuta in seguito ad un'embolia postoperatoria.
Una lapide posta nel 2008 lo ricorda a Trieste in Piazzale Rosmini. A lato del cippo di commemorazione della strage di Vergarolla presso il Duomo di Pola vi è pure un piccolo cippo con la sua immagine. Le Poste Croate gli rendono omaggio nel 2010 con un timbro commemorativo.
Nel 2017, in occasione della prima commemorazione congiunta italo-croata delle vittime della strage di Vergarolla a Pola alla presenza del Ministro degli esteri Angelino Alfano, della Ministra della salute Beatrice Lorenzin e dei loro omologhi croati Davor Ivo Stier e Milan Kujundžić, è stata conferita al Dott. Micheletti la Medaglia d'oro al merito della sanità pubblica della Repubblica Italiana.